# (610) Valeska
(610) Valeska ist ein Asteroid des Hauptgürtels, der am 26. September 1906 vom deutschen Astronomen Max Wolf in Heidelberg entdeckt wurde.
Die Herkunft des Namens ist unklar.